# M/S Finbo Cargo
M/S Finbo Cargo är ett ro-pax-fartyg byggt 2000. Fartyget köptes i maj 2019 av Rederiaktiebolaget Eckerö för dotterbolaget Eckerö Lines trafik mellan Nordsjö hamn i Helsingfors och Muuga hamn utanför Tallinn.

## Historia
Fartyget byggdes år 2000 som M/S Midnight Merchant för rederiet Merchant Ferries och chartrades till Norfolkline för trafik mellan Dover och Dunkerque. År 2006 chartrades fartyget till Acciona Trasmediterranea, döptes om till M/S El Greco och sattes i trafik mellan Barcelona och Palma de Mallorca och senare även andra rutter över Baleariska sjön.
I juni 2007 såldes fartyget till P&O Ferries, döptes om till M/S European Endavour och sattes i trafik mellan Liverpool och Dublin, senare även Dover–Calais och Tilbury–Zeebrugge.
År 2010 chartrades fartyget åter ut till Norfolkline som samma år kom att uppgå i DFDS Seaways, för DFDS trafikerade fartyget huvudsakligen rutten Liverpool–Dublin.
I maj 2019 såldes fartyget till Rederiaktiebolaget Eckerö och sattes i slutet av juni i trafik för dotterbolaget Eckerö Line mellan Nordsjö hamn i Helsingfors och Muuga hamn utanför Tallinn. Fartyget döptes till M/S Finbo Cargo efter ön Finbo i Eckerös norra skärgård.